# Gereza angolańska
Gereza angolańska (Colobus angolensis) – gatunek ssaka naczelnego z podrodziny gerez (Colobinae) w obrębie rodziny koczkodanowatych (Cercopithecidae).

## Taksonomia
Gatunek po raz pierwszy zgodnie z zasadami nazewnictwa binominalnego opisał w 1860 roku brytyjski zoolog Philip Lutley Sclater, nadając mu nazwę Colobus angolensis. Miejsce typowe to obszar 300 mi (483 km) w głąb lądu od Bembe, Angola. Holotyp to dorosły osobnik o nieokreślonej płci (sygnatura BMNH Mammals 1860.7.23.1) ze zbiorów Muzeum Historii Naturalnej w Londynie.
Autorzy Illustrated Checklist of the Mammals of the World rozpoznają siedem podgatunków. Podstawowe dane taksonomiczne podgatunków (oprócz nominatywnego) przedstawia poniższa tabelka:
| Podgatunek       | Oryginalna nazwa             | Autor i rok opisu   | Miejsce typowe                                                                                         | Holotyp |
| ---------------- | ---------------------------- | ------------------- | --- | --- |
| C. a. cordieri   | Colobus polycomos cordieri   | Rahm, 1959          | Kampungu, (3°S 27°E/-2,616667 26,783333), Demokratyczna Republika Konga.                               | Materiał typowy to trzy okazy: na wpół dorosły, który został schwytany, następnie zaginął, oraz dwa dorosłe, które zaraz wypuszczono.                                             |
| C. a. cottoni    | Colobus palliatus cottoni    | Lydekker, 1905      | Zokwa, pomiędzy Mahagi, Jeziorem Alberta i Irumu, rzeka Ituri, Demokratyczna Republika Konga.          | Skóra i czaszka dorosłego samca (sygnatura BMNH Mammals 1906.6.2.1) ze zbiorów Muzeum Historii Naturalnej w Londynie; okaz zebrał 15 czerwca 1905 roku mjr Powell-Cotton.         |
| C. a. palliatus  | Colobus palliatus            | W. Peters, 1868     | Rzeka Pangani, Tanzania.                                                                               | Młody samiec (nr 3505) z ogrodu zoologicznego w Hamburgu, przekazany do Muzeum Historii Naturalnej w Berlinie.                                                                    |
| C. a. prigoginei | Colobus polykomos prigoginei | W.N. Verheyen, 1959 | Góra Kabobo, na wysokości 2400 m, (5°04′S 29°04′E/-5,060000 29,060000), Demokratyczna Republika Konga. | Płaska skóra i czaszka dorosłego samca (sygnatura RMCA 27106) ze zbiorów Królewskiego Muzeum Afryki Środkowej w Tervuren; okaz zebrał 25 listopada 1957 roku Alexandre Prigogine. |
| C. a. ruwenzorii | Colobus ruwenzorii           | O. Thomas, 1901     | Ruwenzori, „prawdopodobnie na dużych wysokościach”, granica Ugandy i Zairu.                            | Dorosły samiec (sygnatura BMNH Mammals 1901.8.9.13) ze zbiorów Muzeum Historii Naturalnej w Londynie; okaz zebrał Harry Hamilton Johnston.                                        |
| C. a. sharpei    | Colobus sharpei              | O. Thomas, 1902     | Las Nkuka, góra Rungwe, Malawi.                                                                        | Dorosła samica (sygnatura BMNH Mammals 1897.7.3.1) ze zbiorów Muzeum Historii Naturalnej w Londynie; okaz zebrał J.B. Yule.                                                       |

### Etymologia
- Colobus: gr. κολοβος kolobos „ograniczony, okaleczony”; dżelada białobroda posiada szczątkowy kciuk[29].
- angolensis: Angola[30]
- cordieri: Charles Cordier (?–?), zawodowy kolekcjoner zwierząt, który wraz z żoną Emy zbierał je dla ogrodów zoologicznych i muzeów w latach 40., 50. i 60. XX wieku[31].
- cottoni: mjr Percy Horace Gordon Powell-Cotton (1866–1940), brytyjski myśliwy i odkrywca[32].
- palliatus: łac. palliatus „zamaskowany, okryty”, od pallium „płaszcz, peleryna”[33].
- prigoginei: dr Alexandre Prigogine (1913–1991), rosyjsko-belgijski ornitolog, geolog, chemik, sponsor wypraw do tropikalnej Afryki[34].
- ruwenzorii: góry Ruwenzori, Demokratyczna Republika Konga/Uganda[35].
- sharpei: Sir Alfred Sharpe (1853–1935), brytyjski polityk, komisarz Jego Królewskiej Mości i konsul generalny Brytyjskiej Afryki Centralnej, gubernator Nyasalandu (obecnie Malawi) oraz przyrodnik amator[36].

## Zasięg występowania
Gereza angolańska występuje w Afryce, zamieszkując w zależności od podgatunku:
- C. angolensis angolensis – gereza angolańska – Demokratyczna Republika Konga (na południe od wielkiego zakola rzeki Kongo), północno-wschodnia Angola i północno-zachodnia Zambia, na południe od około 12°S i na zachód do około 16°E.
- C. angolensis cordieri – gereza dżunglowa – wschodnia Demokratyczna Republika Konga na zachód od rzeki Lualaba, między rzekami Luvua i Luama, zbliżając się do jeziora Kiwu na wschodzie (gdzie krzyżuje się z podgatunkiem ruwenzorii) oraz do wyżynnych terenów na zachód od jeziora Tanganika.
- C. angolensis cottoni – gereza czarno-biała – północno-wschodnia Demokratyczna Republika Konga na wschód od systemu rzecznego Kongo-Lualaba, od północnego brzegu rzeki Kongo na północ do rzeki Uele, na wschód do Jeziora Alberta i na południe do rzeki Lindi; strefa mieszańców z podgatunkiem ruwenzorii występuje w jego południowym zasięgu.
- C. angolensis palliatus – gereza tanzańska – południowo-wschodnia Kenia i północno-wschodnia Tanzania.
- C. angolensis prigoginei – gereza kabobońska – wschodnia Demokratyczna Republika Konga (góra Kabobo).
- C. angolensis ruwenzorii – gereza ruwenzorska – południowo-wschodnia Demokratyczna Republika Konga, południowo-wschodnia Uganda, zachodnia Rwanda, zachodnie Burundi i północno-zachodnia Tanzania; po obu stronach zachodnich Wielkich Rowów Afrykańskich, od doliny rzeki Semliki, gór Ruwenzori i góry Kahuzi do brzegów jeziora Tanganika.
- C. angolensis sharpei – środkowa i południowa Tanzania (na zachód aż do jeziora Rukwa), północne Malawi i północno-wschodnia Zambia; być może również północny Mozambik.

## Morfologia
Długość ciała (bez ogona) samic 18–59 cm, samców 55–66 cm, długość ogona samic 63–76 cm, samców 76–92 cm; masa ciała samic 6,4–9,2 kg, samców 7,6–12,6 kg. Gereza angolańska ma czarne futro i czarną twarz otoczoną przez długie, białe pasma włosów, porastające również ramiona. W celu ochrony przed chłodem osobniki żyjące w górach mają gęstsze i dłuższe futro, niż te żyjące na nizinach.

## Ekologia
Biotop: Gerezy angolańskie zamieszkują gęste lasy deszczowe, zarówno nizinne jak i górskie do 3000 m.
Tryb życia: Gatunek ten prowadzi dzienny, nadrzewny tryb życia. Żyje w grupach liczących od 10 do 15 osobników, w których skład wchodzi najczęściej jeden dorosły samiec, 6 samic oraz ich młode. Gerezy angolańskie żyją do 20 lat na wolności i 30 w niewoli.
Pokarm: Dieta gerez angolańskich składa się w dwóch trzecich z liści, a w jednej trzeciej z owoców i pestek. Czasem jedzą też korę drzew i kiełki.
Rozród: Samce najczęściej osiągają dojrzałość płciową w wieku 4, a samice 2 lat. Okres ciąży trwa od 147 do 178 dni. Najczęściej rodzi się jedno młode, ale zdarzają się też bliźniaki. Małe rodzą się białe, dopiero w wieku 3 miesięcy uzyskują ubarwienie charakterystyczne dla osobników dorosłych.

## Status zagrożenia
Gerezy angolańskie są wrażliwe na wszelkie zmiany w siedliskach, wiele z nich ginie podczas polowań. Liczba osobników tego gatunku stale spada. W Czerwonej księdze gatunków zagrożonych Międzynarodowej Unii Ochrony Przyrody (IUCN) gereza angolańska została zaliczona do kategorii VU (ang. Vulnerable – gatunek narażony). Status zagrożenia IUCN w zależności od podgatunku:
- C. a. angolensis – status VU[39]
- C. a. cordieri – status VU[40]
- C. a. cottoni – status VU[41]
- C. a. palliatus – status VU[42]
- C. a. prigoginei – status EN (zagrożony)[43]
- C. a. ruwenzorii – status DD (niedostatecznie rozpoznany)[44]
- C. a. sharpei – status VU[45]